# 南勞勒爾 (馬里蘭州)
南勞勒爾（英語：South Laurel）是位於美國馬里蘭州佐治王子縣的一個普查規定居民點。

## 人口
根據2020年美國人口普查的數據，南勞勒爾的面積為20.99平方千米，當中陸地面積為20.90平方千米，而水域面積為0.09平方千米。當地共有人口29602人，而人口密度為每平方千米1,410.29人。